# Az első X – 10 dal az élő showból
Az első X – 10 dal az élő showból Vastag Csaba magyar énekes feldolgozásokból álló első albuma.

## Számlista
1. Wherever You Will Go
2. Keresem az utam
3. It's My Life
4. Tégy csodát
5. Sex Bomb
6. Reality
7. You
8. What a Wonderful World
9. Királylány
10. Jégszív
11. My Way
12. Keserű méz
13. This is the Moment
14. Hangokba zárva